# Jefferson Tabinas
Jefferson Tabinas (født 7. august 1998) er en filippinsk fodboldspiller.
Han har tidligere spillet for Filippinernes landshold. Han har spillet 3 landskampe for Filippinerne.

## Filippinernes fodboldlandshold
| Filippinernes landshold | Filippinernes landshold | Filippinernes landshold |
| År                      | Kmp                     | Mål                     |
| ----------------------- | ----------------------- | ----------------------- |
| 2021                    | 3                       | 0                       |
| Total                   | 3                       | 0                       |